# Norma Avian
Norma Avian (Penápolis, c. 1925) é uma cantora brasileira. Iniciou a carreira artística no ano de 1948; e em 1955, estreou em discos gravando pela Odeon. Trabalhou na Rádio e para TV Record, onde ganhou um programa individual. Conheceu o produtor musical Julio Nagib, com quem veio a se casar em 1959.